# مختبر البحوث الجوفية
مختبر البحوث الجوفية هو معهد للاختبارات الجيولوجية للنفايات النووية والذي يديره مختبرات وايت شيل في مانيتوبا بكندا.

## نبذة
تم بناء الموقع داخل باثوليت كبير من الجرانيت حيث تم اختيار الموقع في عام 1980 وبدأ البناء في عام 1982 وافتتح في عام 1985.
لم يتم تخزين أي مادة مشعة في الموقع حيث تم استخدامه لقياسات تبادل المياه وحركة الصخور وغيرها من القضايا التي من شأنها أن تؤثر على سلامة هذه المواد.
تم استخدام الموقع من قبل مجموعة متنوعة من المستخدمين الدوليين كجزء من عملية التوسيع الأوسع لأنشطة المختبر حيث تم اتخاذ قرار بإغلاق مختبر البحوث الجوفية في عام 2003 وبدأت أعمال التنظيف في عام 2006 وانتهت في عام 2010 الا ان المعهد مازال يواصل استضافة تجربة دولية واحدة لقياس تسرب المياه من خلال سد طيني ضخم.